# Lepismium lumbricoides
Lepismium lumbricoides és una espècie vegetal del gènere Lepismium de la família de les cactàcies.

## Descripció
Lepismium lumbricoides creix de forma epífita amb moltes tiges a les branques, inclinades que s'arrapen als arbres i que s'ancoren amb arrels aèries. Els segments de les tiges són color grisenc a verd groguenc no alats ni angulars ni aplanats. Fan fins a 100 centímetres o més de llarg i fan entre 4 a 8 mil·límetres de diàmetre. Les arèoles estan recobertes de llana curta i blanca. Les espines resultants de tres a vuit fan entre 3 a 5 mil·límetres de llarg i es cauen en la seva majoria.
Les flors apareixen lateralment i són de color blanc a groguenc, amb forma de roda. Fan fins a 2,2 centímetres de llarg i tenen un diàmetre de 3 a 4 centímetres. El seu pericarpel és calb. Els fruits són esfèrics, inicialment verds, després es tornen morats.

## Distribució
Lepismium lumbricoides està estesa al sud del Brasil, a l'Uruguai, el Paraguai i al departament bolivià de Santa Cruz així com a les províncies argentines de Formosa, Chaco, Misiones a Tucumán i Buenos Aires en boscos estacionals de fulla caduca a altituds de fins a 1900 metres.

## Taxonomia
Lepismium lumbricoides va ser descrita per Wilhelm Barthlott i publicat a Bradleya; Yearbook of the British Cactus and Succulent Society 5: 99. 1987.
Etimologia
Lepismium : nom genèric que deriva del grec: "λεπίς" (lepis) = "recipient, escates, apagat" i es refereix a la forma en què en algunes espècies les flors es trenquen a través de l'epidermis.
lumbricoides: epítet
Sinonímia
- Cereus lumbricoides Lem. (1839)[2] (basiònim)
- Ophiorhipsalis lumbricoides (Lem.) Doweld (2001) [2002]
- Rhipsalis lumbricoides (Lem.) Lem. (1859)